# Cassin-püspökmadár
A Cassin-püspökmadár (Malimbus cassini) a madarak osztályának verébalakúak (Passeriformes) rendjébe és a szövőmadárfélék (Ploceidae) családjába tartozó faj.

## Rendszerezése
A fajt Daniel Giraud Elliot amerikai zoológus írta le 1859-ben, a Sycobius nembe Sycobius cassini néven.

## Előfordulása
Afrika középső részén, Egyenlítői-Guinea, Gabon, Ghána, Kamerun, a Kongói Demokratikus Köztársaság, a Kongói Köztársaság és a Közép-afrikai Köztársaság területén honos. 
Természetes élőhelyei a szubtrópusi és trópusi síkvidéki esőerdők, mocsári erdők, mocsarak, lápok, folyók és patakok környékén, valamint ültetvények. Állandó, nem vonuló faj.

## Megjelenése
Testhossza 17 centiméter.

## Természetvédelmi helyzete
Az elterjedési területe nagyon nagy, egyedszáma pedig stabil. A Természetvédelmi Világszövetség Vörös listáján nem fenyegetett fajként szerepel.